# Jörgen Pettersson (fotbollsspelare)
Jörgen Ola Pettersson, född 29 september 1975 i Lackalänga församling i Malmöhus län, är en svensk fotbollstränare och tidigare professionell fotbollsspelare.

## Fotbollskarriär
Jörgen Pettersson startade sin karriär i Dösjöbro och via Kävlinge GIF kom han till Malmö FF. Pettersson debuterade i allsvenskan som 17-åring 29 augusti 1993 på Vångavallen mot Trelleborgs FF. I allsvenskan gjorde han 32 mål på 60 matcher i Malmö FF. 
Han såldes som 20-åring till Borussia Mönchengladbach i Bundesliga där han blev klubbkamrat med Patrik Andersson och Martin Dahlin. 1997-98 blev Petterssons målmässigt bästa säsong med 13 mål i Bundesliga. Säsongen därpå degraderades Mönchengladbach och Pettersson flyttade till FC Kaiserslautern. Första tiden i den nya klubben gick bra personligen, men sista säsongen förflyttades han till kanten, och vantrivdes.Efter åren i Bundesliga blev Pettersson 19 juli 2002 klar för FC Köpenhamn.  Han var med och tog ligaguld med den danska klubben, innan han i december 2003 kom tillbaka till Sverige för spel i Landskrona BoIS.  Pettersson avslutade sin aktiva karriär i februari 2009. Han gjorde dock comeback samma år i division 4-laget Häljarps IF.

### Landslagskarriär
Pettersson gjorde landslagsdebut 16 augusti 1995 mot USA. Inför EM-slutspelet 2000 gjorde han mål i träningslandskamperna mot Österrike och Danmark. I EM 2000 startade han inledningsmatchen mot Belgien (utbytt av Henrik Larsson) och kom in som avbytare i andra halvleken i matchen mot Turkiet. Efter EM förlorade Pettersson sin plats i landslaget.  Men efter en lyckad sejour i Danmark fick han spela sin sista landskamp mot Portugal 16 oktober 2002. Det blev totalt 27 A-landskamper och 8 mål.

## Tränare
Jörgen Pettersson rekryterades i oktober 2011 av Malmö FF som assisterande tränare med delansvar för det offensiva spelet.
Den 16 november 2012 återvände Pettersson till Landskrona och tog över huvudansvaret som klubbens tränare. I november 2014 blev han klar som tränare för Högaborgs BK. Därefter var han verksam i Teckomatorps SK. I november 2018 blev Pettersson tränare i BK Landora. Han lämnade uppdraget efter drygt ett år. Pettersson hade sedan en tränarsejour i IF Lödde. I december 2021 blev Pettersson assisterande tränare i Malmö City FC.

## Musiker
Pettersson är förutom lärare, dessutom självlärd musiker (sång och gitarr) i bandet "Soulweeper" som 2008 medverkade på en samlingsskiva med syftet att ”stärka Landskrona som varumärke”. 2019 släpptes singeln och Malmö FF-hyllningen "En Ljusblå Promenad".